# Cristobaliet
Het mineraal cristobaliet is een polymorf van silica (SiO2). Het staat op de lijst kankerverwekkende stoffen van het SZW. De OELwaarde (Occupational Exposure Limits) van respirabel silica is 0,075 mg/m3 (MAC-tgg 8 uur).
Cristobaliet komt onder meer voor in zand en beton. Met name in de bouw zijn er grote risico's op het krijgen van klachten indien geen maatregelen getroffen worden.

## Polymorfie
Cristobaliet is net als kwarts gemaakt uit de samengestelde stof silica (SiO2), maar is op een andere manier opgebouwd. De kristalstructuur van kwarts en cristobaliet verschillen, maar de "bouwstenen" zijn wel hetzelfde. Cristobaliet zelf kent ook twee vormen van opbouw, welke polymorf zijn: α-cristobaliet en β-cristobaliet.
Cristobaliet en kwarts zijn beiden weer polymorf met de andere leden van de kwarts-groep bestaande uit siliciumdioxide:
- α- en β-kwarts
- keatiet
- α- en β-tridymiet
- coesiet
- stishoviet
- melangoflogiet
- lechatelieriet

Polymorfie in silica (SiO<small>2</small>)
Eenheidscel van α-cristobaliet.
Eenheidscel van β-cristobaliet.
Eenheidscel van α-kwarts.
Eenheidscel van keatiet.
Eenheidscel van α-tridymiet.